# تريسيا أونيل
تريسيا أونيل (بالإنجليزية: Tricia O'Neil)‏ هي عارضة وممثلة أمريكية، ولدت في 11 مارس 1945 بشريفبورت في الولايات المتحدة. من الجوائز التي نالتها جائزة المسرح العالمي سنة 1971.

## أعمال

### أفلام
- (1997) تيتانيك[2][3][4]
- (1998) جيا

### مسلسلات
- جاغ

## جوائز
- جائزة المسرح العالمي (1971)

## وصلات خارجية
- تريسيا أونيل على موقع IMDb (الإنجليزية)
- تريسيا أونيل على موقع روتن توميتوز (الإنجليزية)
- تريسيا أونيل على موقع ألو سيني (الفرنسية)
- تريسيا أونيل على موقع أول موفي (الإنجليزية)
- تريسيا أونيل على موقع قاعدة بيانات برودواي على الإنترنت (الإنجليزية)
- تريسيا أونيل على موقع قاعدة بيانات الأفلام السويدية (السويدية)
- تريسيا أونيل على موقع ديسكوغز (الإنجليزية)
- تريسيا أونيل على موقع قاعدة بيانات الفيلم (الإنجليزية)
- تريسيا أونيل على موقع كينوبويسك (الروسية)